# Tanneguy IV du Chastel
Pour les articles homonymes, voir Tanneguy du Chastel et Duchatel.

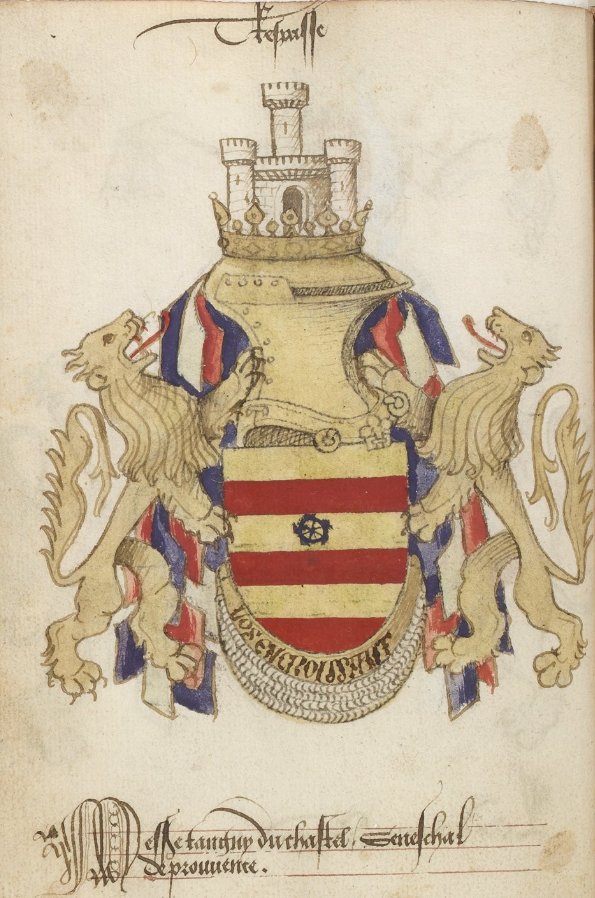
Armoiries de Tanneguy IV du Chastel (Statuts de l'Ordre du Croissant)

Tanneguy IV du Chastel, aussi orthographié Tannegui IV du Chastel, Tanguy IV du Chatel ou Tannery du Chastel, est un noble français du XVe siècle, né en Bretagne et mort le 29 mai 1477. Il est vicomte de la Bellière, gouverneur du Lyonnais, du  Roussillon et de Cerdagne, sénéchal de Provence. Réfugié en Bretagne, il devient grand maître d'hôtel du duc François II, puis chambellan du roi de France Charles VII.

## Biographie
Tanneguy IV du Chastel est issu de la famille du Chastel, nobles de Bretagne dont le château se trouvait à Trémazan dans le Léon. Fils d'Olivier du Chastel, il est le neveu de Tanneguy III du Chastel qui l'introduisit à la Cour, près du roi Charles VII.

### Au service de Charles VII

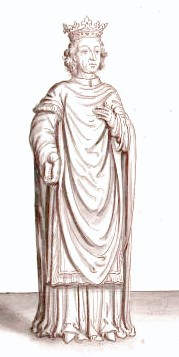
Charles VII.

Le 20 mai 1454, il est fait premier écuyer du Roi et grand-maître de l'écurie, puis grand écuyer du Roi jusqu'à la mort de Charles VII le 22 juillet 1461. En 1454 également, il devient le lieutenant du comte du Maine Charles IV d'Anjou, alors gouverneur du Languedoc, et est nommé en 1458 viguier et châtelain de Beaucaire et Aigues-Mortes, pour tenir les États de Languedoc assemblés à Carcassonne.
En 1459, pendant le congrès convoqué à Mantoue par Pie II en vue d'une préparation de la croisade, il est envoyé avec Jean II de Chambes, Baron de Montsoreau, à Venise. À la mort du roi, il fait partie de ceux qui organisent ses funérailles. Il est écarté par Louis XI en 1461, qui ne s'entoure au début de sa vie que d'un cercle de très proches amis.

### Au service de François II
Tanneguy revint en Bretagne, où par son mariage avec Jeanne Raguenel de Malestroit et de Combourg, en 1462, il devint vicomte de la Bellière en 1471, après la mort de Jean IV Raguenel, baron de Malestroit, maréchal de Bretagne, du nom d'un apanage situé sur la paroisse primitive de Pleudihen, à La Vicomté-sur-Rance, dans les Côtes-d'Armor.
Il est un fidèle du duc de Bretagne François II qui le nomme Grand maître d'Hôtel de Bretagne et capitaine de Nantes.
Grand sénéchal de Provence, il fut un proche du roi René d'Anjou, comte de Provence, qu'il soutient financièrement dans les moments difficiles. Il devient chevalier de l'Ordre du Croissant[réf. nécessaire].
Nommé gouverneur du Lyonnais en 1462, il fait une entrée solennelle dans la ville de Lyon, mais il n'entreprend aucune action dans cette cité. En 1465, il fait partie de l'ambassade qui se rend en Angleterre, pour assister au mariage du roi Édouard IV.

### Au service de Louis XI

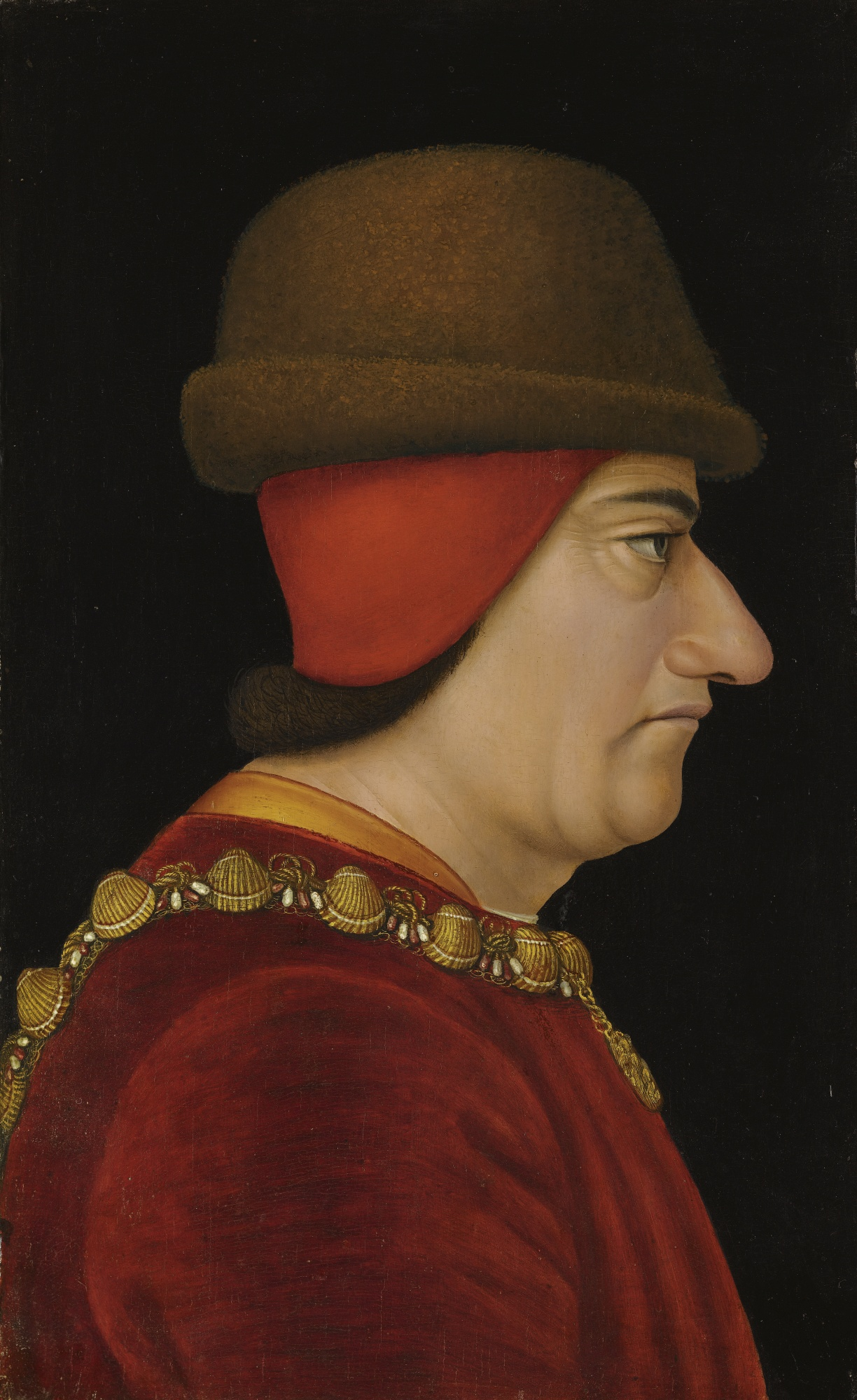
Louis XI.

Lorsque éclate la guerre du Bien public, il refuse de se battre contre son souverain ; il passe alors au service du roi Louis XI en 1468, et en devient le principal conseiller. 
Tannery, brillant chef de guerre, se battra sur de nombreux fronts, souvent avec succès. 
Louis XI lui enlève le gouvernement de Lyon et le nomme gouverneur de Roussillon et de Cerdagne de 1468 à 1471 plus adapté à son rôle de militaire. Il lui donne les seigneuries de Châtillon-sur-Indre, Noncourt, Pacy et Ézy. 
Le 1er août 1469, Tanneguy du Chastel fut choisi pour l'un des premiers chevaliers de l'ordre de Saint-Michel, par lettres patentes. 
En 1472, alors que la guerre est rallumée par la coalition des ducs de Bretagne et de Bourgogne, Tannery arrive du Roussillon pour les repousser et défaire les troupes. Il rendit hommage lige au roi pour le château, la ville et la châtellenie de Châtillon-sur-Indre, le 20 février 1473, en paiement d'une dette de 36 000 livres que lui devait le roi. 
Il est tué d'un coup de fauconneau le 29 mai 1477 au siège de Bouchain (Nord), en Picardie, au cours d'une guerre contre la Bourgogne, après la mort de Charles le Téméraire. Louis XI le fit inhumer à Notre-Dame de Cléry, où lui-même se fera enterrer en 1483.
C'était un fin lettré, dont on a conservé plusieurs rondeaux. Il possédait plusieurs livres dont trois manuscrits de l’Histoire ancienne jusqu'à César.[réf. nécessaire]

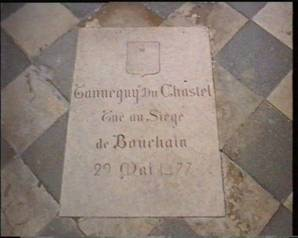
La tombe de Tanneguy IV du Chastel à Cléry-Saint-André.

### Succession et descendance

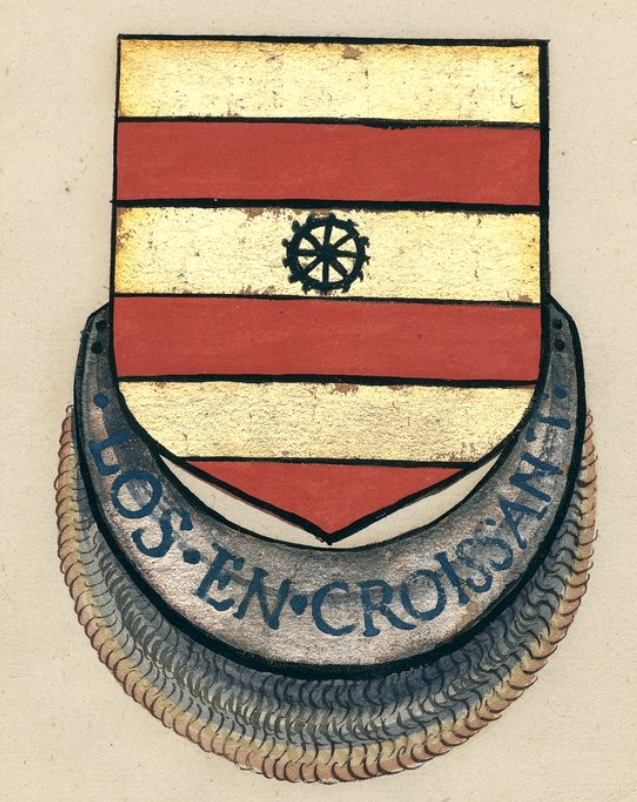
Les armes de Tanneguy avec la devise de l'ordre issues du manuscrit des Armoiries des chevaliers de l'ordre du Croissant

Jeanne du Chastel (v. 1463–1506), dame de La Bellière, de Combourg (par sa mère Jeanne Raguenel) et de Cholet, épousa Louis de Montjean seigneur de Montjean (v. 1450–1508) dont ils eurent René de Montjean ou Montejean ou Montejehan († 1539), élevé par le roi François Ier à la dignité de maréchal de France (1538).

## Armoiries
| Figure | Blasonnement |
|        | Fascé d'argent et de sinople de six pièces, au cœur de la 3e pièce une roue de Sainte Catherine de dix rais d'azur. |